# Marijn Sterk
Marijn Sterk (* 11. Juli 1987 in Den Haag, Niederlande) ist ein niederländischer Fußballspieler, der aktuell beim FC Volendam unter Vertrag steht. Sterk ist einer von vielen Profis, den die Fußballschule von Ajax Amsterdam hervorbrachte.

## Karriere
Sterk begann mit dem Fußballspielen bei VCS Den Haag. Seit der C-Jugend spielte Sterk bei Ajax Amsterdam, wo er alle weiteren Jugendmannschaften bis zur zweiten Mannschaft durchlief. In den Profikader Ajax’ wurde er allerdings nie berufen. Zur Saison 2008/09 wechselte er zu Erstligaaufsteiger FC Volendam, wo er sein Profidebüt am 27. September 2008 im Spiel gegen die PSV Eindhoven (Endstand: 0:1) gab. Richtig durchsetzen konnte sich Sterk allerdings nicht und kam so nur neunmal zum Einsatz.